# イタリアの同胞
イタリアの同胞（イタリアのどうほう、伊: Fratelli d'Italia : FdI）は、イタリアの政党。自由主義と社会保守主義をスローガンに掲げて結党されたが、民族主義（イタリア・ナショナリズム）的な政治行動も示している。右派、ネオ・ファシズム系のイタリア社会運動の流れを汲んでおり、そのため極右政党と呼ばれることも多い。
結党時はイタリアの同胞・国民中道右翼（伊: FdI–CN）としていたが、2014年にイタリアの同胞・国民同盟（FdI-AN）への改称を経て、2018年に現在の党名に簡略化された。

## 概説
旧国民同盟の党首代行であり、同盟が合流した自由の人民の第三次ベルルスコーニ政権の国防大臣イニャツィオ・ラ・ルッサとジョルジャ・メローニ議員が自派閥と共に離脱して設立された。既にベルルスコーニ政権から離反して新党を立党したジャンフランコ・フィーニ下院議長（旧国民同盟書記長）のイタリアのための未来と自由に続き、旧国民同盟派議員の自由の人民からの離脱が相次ぐ形となった。
完全に自由の人民と決別したフィーニに対して、ルッサは新たに同党を中心にした選挙連合「中道右派連合」には参加する意思を表明している。後にフォルツァ・イタリア出身で同党の再結党には加わらなかったグイード・クロセット議員のグループも合流した。
FdIの政治主張はその大部分が国民同盟（AN）及びその前身となったイタリア社会運動（MSI）のイデオロギーを継承している。即ち保守主義とナショナリズムであり、またリスボン条約以降の欧州懐疑主義の主張も存在している。経済面では経済的自由主義を採用している。欧州懐疑主義の観点から五つ星運動、同盟といった他の反EU政党と協力する場合もある。
また、党首のメローニはヨーロッパの政治家としては珍しく、大統領制への移行を主張している（現状のイタリアにおける大統領は議会が選出し、概ね象徴的な元首）。

## 党史

### 設立経緯
2012年11月、旧国民同盟出身のイニャツィオ・ラ・ルッサとマウリツィオ・ガスパッリは、自由の人民（PDL）の党首であるシルヴィオ・ベルルスコーニ元首相の政治的スキャンダルに端を発した党内対立において、旧フォルツァ・イタリア（FI）出身のアンジェリーノ・アルファノ副首相の造反を支持する声明を発表した。既にANの創設者でベルルスコーニの盟友であったジャンフランコ・フィーニ下院議長がイタリアのための未来と自由（FLI）を結党してPDLから離党しており、PDLの内部対立は決定的なものとなった。
2012年12月16日、AN出身のジョルジャ・メローニ議員、ファビオ・ランペッリ、FI出身のグイード・クロセット、PDL結党後に政界入りしたジュゼッペ・コッシガらPDL内の右派議員4名が党内グループを結成した。彼らは中道主義政党を支持基盤とするマリオ・モンティ政権の財政改革を非難し、また事あるごとに中道政党との連帯を模索していたベルルスコーニらPDL指導部を批判した。
2012年12月17日、ルッサはPDLからの離党を宣言して新党「国民中道右翼（Centrodestra Nazionale）」を結党、他の反指導部勢力との連帯も構想していると発言した。一方で、離党については中道政党連合に加わって明確にPDLと対立したFLIに対して、PDLとの選挙連合は維持し、むしろPDLの支持者に選択肢を与えるという形でPDLに提案された。同日にはメローニらのグループも新党「イタリアの同胞（Fratelli d'Italia）」を結党した。
2012年12月21日、似た立場にあったルッサ派の「国民中道右翼」とメローニ派の「イタリアの同胞」は合流に同意し、新党名は両組織の名前を合わせて「イタリアの同胞・国民中道右翼」（Fratelli d'Italia – Centrodestra Nazionale、FdI–CN）に決定された。しかし長大である事からメディアにおいては単に「イタリアの同胞」と省略される場合も多い。新党結党後、ロンバルディア州を筆頭に地方議会のPDL所属議員がFdI–CNの会派を設立して移籍したが、地方組織の議員団内ではルッサ派が多数を占めている。また、上院（元老院）でもFdI–CNの議員団が結成され、欧州議会議員団も設立された。
2013年イタリア総選挙でFdI–CNはPDLを中心とした選挙連合で下院の全体票の2%を集め、9議席を獲得した。選挙後、党内執行部は党首にルッサ、副党首にメローニ、幹事長にクロセットらをそれぞれ選出した。モンティ改革を支持したFLIが全議席を喪失した事から、AN及びその前身であるイタリア社会運動（MSI）の後継政党としての立場が強まった。

### 国民同盟勢力の結集
総選挙後、躍進したインターネット政党である五つ星運動（M5S）に危機感を覚えたイタリア民主党（DC）とPDLの大連立が結成され、エンリコ・レッタ政権が成立した。しかし大連立は免責運動を進めるベルルスコーニとレッタ首相との対立から早くも揺らぎ、またPDL内でのアンジェリーノ・アルファノら反ベルルスコーニ派の動きを再燃させた。2013年4月29日、FdI–CNはレッタ政権に対する不信任案を提出した。
2013年9月、FdI–CNは「祖国についての講習会」(Officina per l'Italia, OpI)と名付けた政治集会を開き、より広い国粋主義運動の連帯を進めている。OpIには各政党・団体から国粋運動に賛同する政治家達が集まり、FLIら旧フィーニ派との交流も行われている。2013年12月、旧ANの保有資産などを管理する国民同盟財団（National Alliance Foundation）により、2014年に行われる欧州議会選挙に関して旧AN党員の支援やANのロゴを用いた宣言が行われた。この選挙ではFdI–CN、FLI、ラ・デストラ（La Destra）、社会運動・三色の炎（MS-FT）、我ら南部（IS）、新しき同盟（Nuova Alleanza）などMSI系、AN系の政党が一堂に会して選挙運動を行った。
2014年2月、FdI–CN執行部は退任したイグナジオ・ラ・ルッサに代わり、ジョルジャ・メローニを第2代党首に選出した。同時に党名を「イタリアの同胞・国民同盟」（Fratelli d'Italia - Alleanza Nazionale、FdI-AN）に改名し、明確に国民同盟の後継政党である事を宣言した。新たに制定されたロゴマークには、AN時代に使われていた「ANの文字が書かれた青い円とMSIのマーク」というデザインが追加されている。同年3月、結党後最初の党大会で決定が再確認された。党大会の2ヵ月後に実施された欧州議会議員選挙での議席獲得はならず、結党時から所属していた3名の欧州議員が落選した。しかし前年の総選挙を凌ぐ100万票以上を集めて得票率も3.7%に達しており、党組織の整備は進んでいる。同年5月5日、党青年団として国家青年（Gioventù Nazionale）が設立された。
FdI–CNは主にMSIやAN時代からの支持基盤である中央イタリア及び南イタリアでの支持を広げている。第8回欧州議会選での最多得票は首都ローマを含めたラツィオ州の5.6%であった。
2015年10月、国民同盟財団の政治集会でジャンフランコ・フィーニ元下院議長、イグナジオ・ラ・ルッサ元国防相と並ぶMSI時代からの古参政治家である第63代ローマ市長ジャンニ・アレマンノ（2014年にFdI-ANに合流）が、旧MSI/AN勢力の統合を目指して「右派連合構想」を掲げた。アレマンノは政界を一時退いていたフィーニと国粋団体「国家行動」（Azione Nazionale）を設立して、AN時代は得票率15%以上に達していた「失われた支持者の票」を回復する事を主張している。現時点では依然としてFdI-ANが「国民同盟（AN）」の名称とロゴマークを使用しているが、アレマンノは新たな団体がFdI-ANを含めた各団体を糾合する事を構想している。
2015年11月、政党連合「我らの土地」（Terra Nostra）の設立が発表され、2016年1月までに立ち上げられる事が決定するなどMSI/AN系政党の合流に向けた動きが本格化した。従来の関係者以外にも、2013年の総選挙で躍進したインターネット政党・五つ星運動から選出されたワルテル・リツェット下院議員の参加も報道された。2016年3月、ワルテル・リツェット下院議員は五つ星運動を離党して正式にFdI-ANへ入党したが、新団体の立ち上げは行われずFdI-ANが「イタリアの同胞・我らが土地」に改名するとの発表に留められた。同年6月、フォルツァ・イタリアの下院議員がFdI-ANに移籍し、下院議席は11議席となったが、名称の変更も延期されている。

### 党勢拡大
2016年6月、ローマ市長選挙でFdI-ANを中心とした政党連合は中道右派政党であるフォルツァ・イタリアからの協力要請を拒否し、党首であるメローニを市長候補に擁立した。出馬時に妊娠中であった事などが影響し、得票率20.6%でヴィルジニア・ラッジ（五つ星運動）、ロベルト・ジャケッティ（民主党）に次ぐ第3位にとどまり決選投票に進めなかった。2017年6月、イタリア共和国地方統一選挙ではピストイア市長選で、党が推薦したアレッサンドロ・トマージが当選した。2017年8月、フォルツァ・イタリアから上院議員が移籍し、上院の議席が復活した。
2017年11月、シチリア自治州知事選で元国民同盟の政治家であるネロ・ムスメーチを支援し、当選させた。同月に別の上院議員がフォルツァ・イタリアから移籍、FI離党議員の参加としては3人目となる。
2018年1月、同年の総選挙ではフォルツァ・イタリアの要請を受けて中道右派連合に参加を続ける意向を示した。選挙では新しい党名の採用を撤回し、むしろ結党時からの長大な党名を「イタリアの同胞」に簡略化した。一方で党のロゴマークではイタリア社会運動や国民同盟が使用していた「三色の炎（フィアンマ・トリコローリ）」を復活させた。同年3月、2018年イタリア総選挙において下院4.35%と上院4.26%の得票を獲得、下院議員33名・上院議員17名が当選して議席数は選挙前の3倍に躍進した。両院でそれぞれ約140万票以上を集めるなど約100万票を得た4年前の欧州議会選挙から更に党勢を伸ばし、FdIは5番目の規模を持つ政党となった。
総選挙後の組閣交渉では中道右派連合内で最大議席数となった同盟のマッテオ・サルヴィーニ書記長を首相候補に擁立したが、ハング・パーラメント化した議会でポピュリズムと欧州懐疑主義という共通点を持つ、五つ星運動と同盟による2党連立政権が成立した。FdIは欧州懐疑主義に関しては自党の理念にも沿う事から連立政権への閣外協力を表明、親EUのフォルツァ・イタリアとは距離を取った。後に左翼ポピュリズムと右翼ポピュリズムの対立によって連立政権は解消されるが、民主党に接近する五つ星運動やフォルツァ・イタリアに対してFdIは同盟との協力関係を継続している。
2019年1月、アブルッツォ州知事・州議会選挙でFdIのマルコ・マルジリオ上院議員が民主党、五つ星運動の候補を破って州知事に当選した。FdIが単独擁立した候補が州知事に就任するのは結党後初となる。同年5月、2019年欧州議会選挙で前回選挙から70万票以上が増加した172万票がFdIに投票され、阻止条項を越える得票率6.44%を獲得した事からFdIから6名の欧州議会議員が当選した。欧州議会議員は結党時の参加者や他政党からの移籍などでこれまでも所属していたが、欧州議会選での擁立候補当選も州知事選に続いて初となる。同年11月、地方選での勢いが続く形でウンブリア州知事・州議会選挙で10.4%を得票して州議会の第3党となった。
2020年1月、カラブリア州知事・州議会選挙で前回の2.5%から10.9%、反同盟・反サルヴィーニデモ（イワシ運動）が話題となったエミリア・ロマーニャ州知事・州議会選挙でも1.9%から8.6%へと得票率が急伸した。
2022年8月、マリオ・ドラギ首相の辞任による上下院の総選挙が前倒しで行われ、FDI含む右派連合が勝利、過半数を獲得した。10月22日にメローニ党首を首相とする右派連立政権（メローニ内閣）が発足した。

## 党勢

### 選挙結果
| 下院   |               |        |           |      |                      |
| 年度   | 得票数        | 得票率 | 議席      | 増減 | 党首                 |
| 2013年 | 666,035 (#8)  | 1.95   | 9 / 630   | +9   | ジョルジャ・メローニ |
| 2018年 | 1,426,564(#5) | 4.35   | 33 / 630  | +24  | ジョルジャ・メローニ |
| 2022年 | 7,302,517(#1) | 26.00  | 119 / 400 | +87  | ジョルジャ・メローニ |

| 上院   |                |        |          |      |                      |
| 年度   | 得票数         | 得票率 | 議席     | 増減 | 党首                 |
| 2013年 | 590,083 (#7)   | 1.92   | 0 / 315  | 0    | ジョルジャ・メローニ |
| 2018年 | 1,286,122 (#5) | 4.26   | 17 / 315 | +17  | ジョルジャ・メローニ |
| 2022年 | 7,167,136 (#1) | 26.01  | 65 / 200 | +47  | ジョルジャ・メローニ |

| 欧州議会 |               |        |         |      |                      |
| 年度     | 得票数        | 得票率 | 議席    | 増減 | 党首                 |
| 2014年   | 1,004,037(#7) | 3.7    | 0 / 73  | 0    | ジョルジャ・メローニ |
| 2019年   | 1,726,189(#5) | 6.4    | 6 / 73  | +6   | ジョルジャ・メローニ |
| 2024年   | 6,732,303(#1) | 28.8   | 24 / 76 | +18  | ジョルジャ・メローニ |